# Please Please Please
«Please Please Please» es una canción interpretada por la cantautora estadounidense Sabrina Carpenter, incluida en su sexto álbum de estudio Short n' Sweet (2024). Fue lanzado a través de Island Records el 6 de junio de 2024, como el segundo sencillo del álbum. Producida por Jack Antonoff, está escrita por Antonoff, Carpenter y Amy Allen. Es una canción country pop y yacht rock con influencias disco-pop.
La canción fue aclamada por la crítica musical tras su lanzamiento. «Please Please Please» alcanzó el primer puesto de la lista Billboard Hot 100, convirtiéndose en su primer sencillo número uno. Fuera de Estados Unidos, encabezó las listas de Australia, Irlanda, Nueva Zelanda, Noruega y el Reino Unido. En otros 18 países, entre ellos Canadá, Dinamarca, Países Bajos, Portugal y Suecia, llegó a los diez primeros puestos. «Please Please Please» fue nominada a «canción del año» en la 67.ª edición de los Premios Grammy.

## Antecedentes
Tras el éxito comercial de «Espresso», Carpenter anunció su próximo sexto álbum de estudio Short n' Sweet para el 3 de junio de 2024. Al mismo tiempo, prometió una próxima sorpresa para sus fans, que resultaría ser el sencillo. Sólo dos días después, Carpenter anunció en las redes sociales el lanzamiento de la canción y compartió un adelanto del vídeo musical que la acompañaría, con imágenes cinematográficas que mostrarían sus dotes interpretativas. En el vídeo aparece con un conjunto rojo de encaje en un escenario similar a un atraco, además de entablar un romance con un delincuente interpretado por su novio en la vida real, Barry Keoghan. «Please Please Please» ha sido etiquetada como una canción country pop y yacht rock con influencias de disco-pop.

## Vídeo musical
El vídeo musical de «Please Please Please» sirve de secuela del vídeo musical de «Espresso», publicado anteriormente en 2024. En el vídeo musical de «Espresso», Carpenter es arrestada al final. «Terminé el último vídeo siendo arrestada, así que naturalmente pensé que sería satisfactorio empezar el vídeo de "Please Please Please" en la cárcel», dijo la cantante. «Me gustaba la idea de enamorarme de un convicto y sentirme sorprendida y avergonzada cada vez que comete un delito. Tuve muchísima suerte de que Barry Keoghan apareciera en el vídeo, porque es mágico en la pantalla», declaró la cantante tras el estreno del vídeo musical. Se rumorea que el actor irlandés es el novio de Carpenter fuera de la pantalla después de que se les empezara a ver juntos en diciembre de 2023 y a lo largo de 2024.
«El concepto fue bastante colaborativo. El equipo de Sabrina me dio unas instrucciones: querían que continuara desde donde lo había dejado «Espresso» y que tratara sobre la persona de la que se enamora Sabrina, que tiene un comportamiento caótico. Así que elaboré sobre eso y empecé a pensar un poco más sobre lo que sucede específicamente. Me gustaba la idea de que hubiera una inversión de roles y un intercambio de poder hacia el final. Y cosas que eran recurrentes, como que ella le recogiera en el mismo sitio, en el mismo lugar, diferente día, diferente hora», dijo el director, Bardia Zeinali, a GQ. «Pam y Tommy. Madonna y Dennis Rodman. Tarantino fue un gran referente. Natural Born Killers (1994). Bonnie y Clyde, obviamente. Incluso Thelma & Louise (1991). Nos fijamos sobre todo en referencias cinematográficas y de la cultura pop para definir el espíritu de este momento. Incluso J.Lo y Ben Affleck, no como referencia, sino para captar ese espíritu. Es similar en el sentido de que son una pareja joven y emocionante, ambos en un gran momento de sus respectivas carreras, que se reúnen y crean una obra de arte. Pero esto no es la vida real, es una historia», afirma el director. El director de fotografía Sean Price Williams filmó el vídeo.

## Recepción comercial
El 22 de junio de 2024, «Please Please Please» debutó en el número dos de la lista Billboard Hot 100, convirtiéndose en el mejor debut de Carpenter en dicha lista y en su sencillo con mejor posición hasta entonces. La semana siguiente, alcanzó el primer puesto de la lista, convirtiéndose en su primer número uno en Estados Unidos. La canción también debutó en el número dos en la lista Billboard Global 200, mientras que «Espresso» ascendió al número uno, ocupando los dos primeros lugares en dicha lista. Una semana después, la canción subió al primer puesto.
En el Reino Unido, con «Please Please Please» en el número uno y su canción anterior «Espresso» en el número dos de la lista UK Singles Chartt, Carpenter se convirtió en la primera artista femenina en ocupar las dos primeras posiciones de la lista durante cinco semanas seguidas e igualó a Ed Sheeran como único artista en conseguir esta hazaña en general. El 12 de julio de 2024 -para la semana que terminó el 18 de julio de 2024- «Please Please Please» fue destronada de la cima de la UK Singles Chart con «Espresso» volviendo a la cima. El 26 de julio de 2024 - para la semana que terminó el 1 de agosto de 2024 - «Please Please Please» destronó a «Espresso» de la cima de la UK Singles Chart para volver a la cima por segunda vez, siendo reemplazada en el número dos por «Birds of a Feather» de Billie Eilish, y cayendo esta última canción al número nueve de la lista.

## Presentaciones en vivo
Carpenter interpretó un popurrí de «Taste», «Please Please Please» y «Espresso» en los MTV Video Music Awards 2024 el 11 de septiembre de 2024. Lester Fabian Brathwaite, de Entertainment Weekly, y Hannah Jackson, de Vogue, pensaron que Carpenter canalizó a Britney Spears, Marilyn Monroe y Madonna en su gira Blond Ambition World Tour (1990). «Please Please Please» se incluyó en el repertorio de canciones permanente de la sexta gira de Carpenter, Short n' Sweet Tour (2024–2025). Carpenter interpretó «Please Please Please» con la cantautora estadounidense Taylor Swift en el segundo concierto en Nueva Orleans de la gira the Eras Tour (2023–2024), como un mashup acústico con «Espresso» y «Is It Over Now?» (2023).

## Lista de canciones
- Descarga digital y streaming - sencillo[32]

1. «Please Please Please» – 3:06
2. «Please Please Please» (acústica) – 3:01
3. «Please Please Please» (clean) – 3:06
4. «Please Please Please» (sped up) – 2:32
5. «Please Please Please» (slowed down) – 3:30
6. «Please Please Please» (a capela) – 3:06
7. «Please Please Please» (instrumental) – 3:06

- Sencillo de 7 pulgadas[33]

1. «Please Please Please» – 3:06
2. «Please Please Please» (acústica) – 3:01

## Premios
| Organización                    | Año  | Categoría                     | Resultado | Ref.   |
| ------------------------------- | ---- | ----------------------------- | --------- | ------ |
| MTV Video Music Awards          | 2024 | Mejor dirección               | Nominada  | [ 34 ] |
| MTV Video Music Awards          | 2024 | Mejor dirección artística     | Nominada  | [ 34 ] |
| MTV Video Music Awards          | 2024 | Canción del verano            | Nominada  | [ 34 ] |
| Gold Derby Music Awards         | 2024 | Canción del año               | Pendiente | [ 35 ] |
| Premios Grammy                  | 2025 | Canción del año               | Nominada  | [ 36 ] |
| Nickelodeon Kids' Choice Awards | 2025 | Colaboración musical favorita | Nominada  | [ 37 ] |

## Créditos y personal
Los créditos son una adaptación de las notas del álbum Short n' Sweet.
Grabación y gestión
- Grabado en Electric Lady Studios (Nueva York)
- Actuación de Evan Smith grabada en Pleasure Hill Recording (Portland, Maine)
- Mezclado en MixStar Studios (Virginia Beach)
- Masterizado en Nomograph Mastering (Los Ángeles)
- Sabalicious Songs (BMI) administrada por Songs Of Universal, Inc., Songs Of Universal, Inc./Ducky Donath Music (BMI), Kenny + Betty Tunes (ASCAP) administrada por WC Music Corp.

Personal
- Sabrina Carpenter – voz principal, composición
- Jack Antonoff – programación de batería, percusión, batería, guitarras eléctricas, guitarras acústicas, Roland Juno-60, bajo, Moog, Prophet-5, Korg MI, producción, composición
- Amy Allen – composición
- Bobby Hawk - violín
- Laura Sisk - ingeniería
- Oli Jacobs - ingeniería
- Jack Manning - asistencia de ingeniería
- Jozef Caldwell - asistencia de ingeniería
- Joey Miller - asistencia de ingeniería
- Evan Smith - flauta, ingeniería
- Serban Ghenea – mezcla
- Bryce Bordone – ingeniería de mezclas
- Ruairi O'Flaherty – masterización

## Posicionamiento en listas
| Lista (2024)                                   | Mejor posición |
| ---------------------------------------------- | -------------- |
| Alemania (Offizielle Deutsche Charts)          | 33             |
| Argentina (Argentina Hot 100)                  | 34             |
| Australia (ARIA)                               | 1              |
| Austria (Ö3 Austria Top 40)                    | 13             |
| Bélgica (Flandes) (Ultratop 50)                | 30             |
| Global 200 (Billboard)                         | 1              |
| Bolivia (Billboard)                            | 23             |
| Brasil (Brasil Hot 100)                        | 38             |
| Canadá (Canadian Hot 100)                      | 3              |
| Canadá (CHR/Top 40)                            | 3              |
| Canadá (Hot AC)                                | 12             |
| CIS (TopHit Airplay)                           | 53             |
| Chile (Billboard)                              | 24             |
| Corea del Sur (BGM) (Circle)                   | 80             |
| Corea del Sur (Download) (Circle)              | 185            |
| Croacia (Billboard)                            | 17             |
| Croacia (HRT)                                  | 12             |
| Dinamarca (Tracklisten)                        | 8              |
| El Salvador (Monitor Latino)                   | 16             |
| Emiratos Árabes Unidos (IFPI)                  | 9              |
| Eslovaquia (Rádio Top 100)                     | 47             |
| Eslovaquia (Singles Digitál Top 100)           | 25             |
| España (Top 100 Canciones)                     | 23             |
| Estados Unidos (Billboard Hot 100)             | 1              |
| Estados Unidos (Adult Contemporary)            | 21             |
| Estados Unidos (Adult Top 40)                  | 9              |
| Estados Unidos (Dance/Mix Show Airplay)        | 15             |
| Estados Unidos (Mainstream Top 40)             | 1              |
| Estonia (Airplay) (TopHit)                     | 4              |
| Filipinas (Billboard)                          | 3              |
| Finlandia (OFC)                                | 19             |
| Francia (SNEP)                                 | 44             |
| Grecia (International) (IFPI)                  | 4              |
| Hong Kong (Billboard)                          | 12             |
| Hungría (Single Top 40)                        | 38             |
| India (IMI)                                    | 2              |
| Indonesia (Billboard)                          | 3              |
| Irlanda (IRMA)                                 | 1              |
| Islandia (Tónlistinn)                          | 2              |
| Israel (Media Forest)                          | 1              |
| Italia (FIMI)                                  | 90             |
| Japón (Hot Overseas) (Billboard Japan)         | 2              |
| Letonia (LAIPA)                                | 7              |
| Letonia (Airplay) (LAIPA)                      | 6              |
| Líbano (Lebanese Top 20)                       | 3              |
| Lituania (AGATA)                               | 11             |
| Lituania (Lithuania Airplay) (TopHit)          | 2              |
| Luxemburgo (Billboard)                         | 8              |
| Malasia (Billboard)                            | 2              |
| Malasia (International) (RIM)                  | 2              |
| MENA (IFPI)                                    | 14             |
| México (Billboard)                             | 23             |
| Nigeria (TurnTable Top 100)                    | 85             |
| Noruega (VG-lista)                             | 1              |
| Nueva Zelanda (Recorded Music NZ)              | 1              |
| Países Bajos (Dutch Top 40)                    | 16             |
| Países Bajos (Mega Single Top 100)             | 6              |
| Panamá (Monitor Latino)                        | 10             |
| Perú (Billboard)                               | 9              |
| Polonia (Polish Streaming Top 100)             | 28             |
| Portugal (AFP)                                 | 2              |
| Reino Unido (UK Singles Chart)                 | 1              |
| República Checa (Singles Digitál Top 100)      | 15             |
| Singapur (RIAS)                                | 1              |
| Sudáfrica (TOSAC)                              | 10             |
| Suecia (Sverigetopplistan)                     | 6              |
| Suiza (Schweizer Hitparade)                    | 12             |
| Turquía (International) (Radiomonitor Türkiye) | 9              |
| Venezuela (Record Report)                      | 34             |

| Lista (2024)                                | Mejor posición |
| ------------------------------------------- | -------------- |
| CEI (CIS Airplay) (TopHit)                  | 63             |
| Eslovaquia (Rádio – Top 100)                | 56             |
| Eslovaquia (Singles Digitál – Top 100)      | 39             |
| Estonia (Airplay) (TopHit)                  | 8              |
| Lituania (Airplay) (TopHit)                 | 4              |
| Paraguay (SGP)                              | 33             |
| República Checa (Singles Digitál – Top 100) | 45             |

## Certificaciones
| País | Certificación | Ventas     |
| --- | ------------- | ---------- |
| Bélgica (BEA) | Oro           | 20,000‡    |
| Brasil (Pro-Música Brasil) | 3× Platino    | 120,000‡   |
| Canadá (Music Canada) | 3× Platino    | 240,000‡   |
| Dinamarca (IFPI Dinamarca) | Oro           | 45,000‡    |
| España (PROMUSICAE) | Oro           | 30,000‡    |
| Estados Unidos (RIAA) | 2× Platino    | 2,000,000‡ |
| Francia (SNEP) | Oro           | 100,000‡   |
| Nueva Zelanda (RMNZ) | 2× Platino    | 60,000‡    |
| Polonia (ZPAV) | Platino       | 50,000‡    |
| Portugal (ZPAV) | Platino       | 10,000‡    |
| Reino Unido (BPI) | Platino       | 600,000‡   |
| Streaming |               |            |
| Grecia (IFPI Grecia) | Platino       | 2,000,000† |
| ‡ Cifras de ventas y streaming basadas únicamente en la certificación. † Cifras de streaming basadas únicamente en la certificación. |               |            |

## Historial de lanzamientos
| Región         | Fecha                | Formato(s)                 | Versión           | Discográfica | Ref.            |
| -------------- | -------------------- | -------------------------- | ----------------- | ------------ | --------------- |
| Varios         | 6 de junio de 2024   | Descarga digital streaming | Original          | Island       | [ 127 ] [ 128 ] |
| Varios         | 18 de junio de 2024  | Descarga digital streaming | EP                | Island       | [ 32 ]          |
| Estados Unidos | 18 de junio de 2024  | Contemporary hit radio     | Original          | Island       | [ 129 ] [ 130 ] |
| Varios         | 23 de agosto de 2024 | 7 pulgadas                 | Original Acústica | Island       | [ 33 ]          |